# 들담배
들담배(스페인어: tabaco cimarrón, 학명: Schwenckia americana 스크웽키아 아메리카나[*])는 가지과의 한해살이 또는 여러해살이 초본식물이다. 원산지는 아메리카이며, 아프리카의 많은 지역에도 귀화해 자생한다.